# Estereocromia

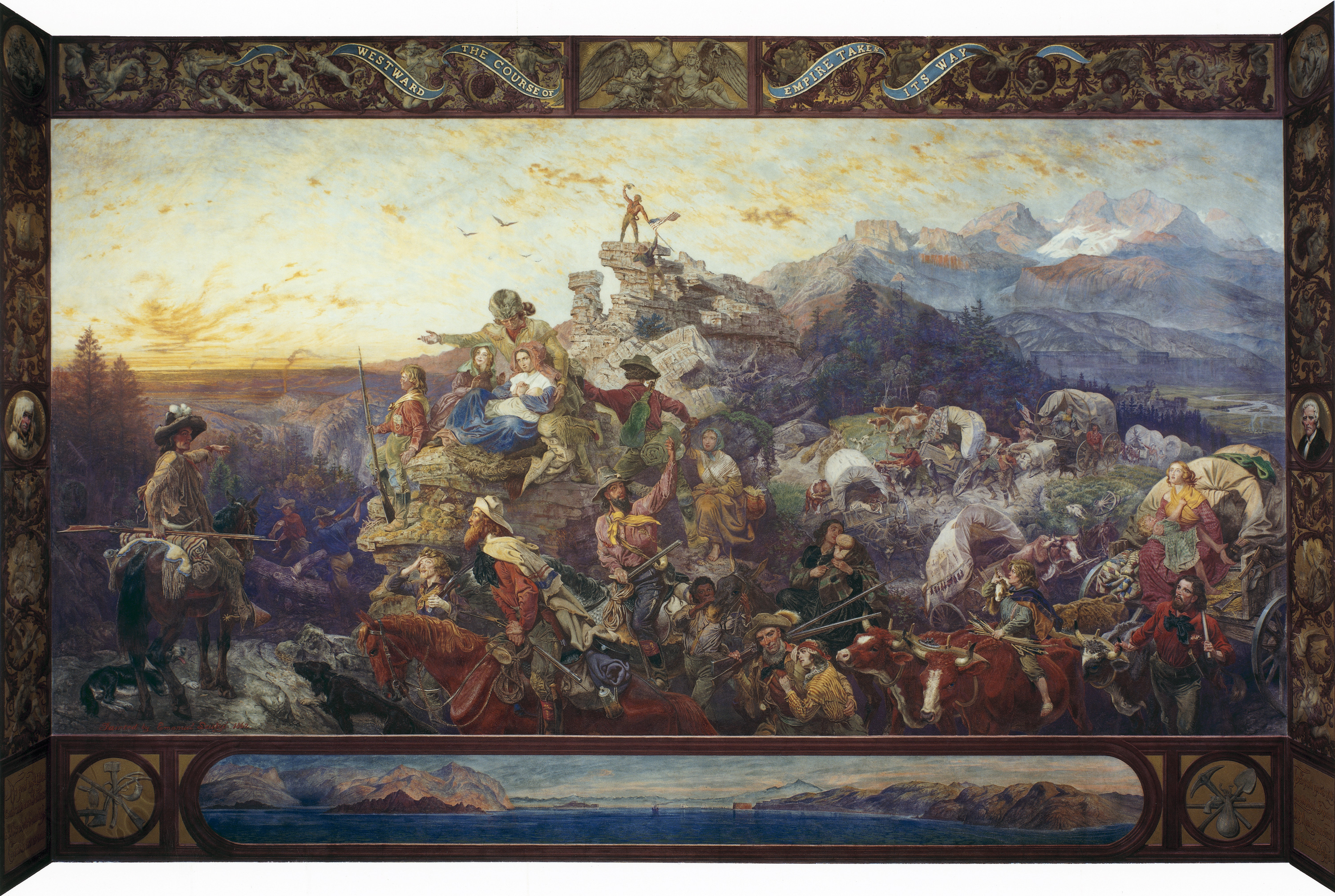
El mural Westward the Course of Empire Takes Its Way es va fer amb estereocromia

La pintura mineral o procés de Keim, també conegut com a estereocromia, és una tècnica de pintura mural o al fresc que utilitza una pintura a base de silicat de sodi per maximitzar la vida útil de l'obra acabada.
El nom "estereocromia" va ser utilitzat per primera vegada cap al 1825 per Johann Nepomuk von Fuchs i Schlotthaurer. En la tècnica original, els pigments s'aplicaven sobre guix o pedra i segellaven amb vidre d'aigua o silicat de sodi per preservar i realçar els colors. El mètode va ser millorat a la dècada de 1880 per Adolf Wilhelm Keim i va canviar el nom de pintura mineral o procés de Keim.

## Procés de Keim
El procés de Keim va ser informat el 1884 a la Royal Society of Arts de Londres, pel químic i artesà Adolf Wilhelm Keim de Munic, com una millora de la tècnica d'estereocromia anterior de Schlottthaner i von Fuchs.
- En primer lloc, es prepara la superfície a pintar eliminant les estructures humides, els maons massa cremats o la fusta deteriorada, i es substitueixen, i també s'eliminen les restes d'estuc existents.
- A continuació, la superfície es recobreix amb una barreja de sorra de quars, farina fòssil calcinada i marbre en pols, barrejat de quatre parts a una amb calç viva apagada amb aigua destil·lada. L'objectiu d'aquesta capa és assegurar l'adhesió de les capes posteriors a la superfície. A continuació, s'aplica una capa de morter de calç i sorra a la superfície uniforme, amb cura per evitar l'esquerda. Aquesta capa es deixa assecar fins a un any.
- Un cop sec, un sòl de pintura compost de sorra blanca de quars, sorra de marbre, farina de marbre i terra infusorial es combina de vuit parts a una amb calç apagada i s'aplica a la superfície amb un gruix d'una vuitena a un quart de polzada. Aquesta capa s'asseca durant diversos dies, moment en què s'ha format una crosta de carbonat a la superfície. Aquesta crosta s'elimina amb una barreja d'una part d'àcid hidrofluosilícic amb tres parts d'aigua destil·lada, que es raspalla i es deixa assecar durant 24 hores, després de les quals s'esbandeix la superfície amb aigua destil·lada.
- A continuació, es raspalla un fluid d'enduriment d'una part de silicat de potassi per dues parts d'aigua i es deixa assecar durant 24 hores, abans d'aplicar una segona capa i deixar assecar de nou. Aquesta superfície es pot pintar immediatament o es pot quedar sense pintar durant diversos anys.
- Els pigments (seleccionats entre un conjunt de trenta-vuit) es tracten amb solucions alcalines de potassa o amoníac per evitar el canvi de color causat pel fixador alcalí que ve. Els pigments alternatius són els millors per a aquells que no es poden utilitzar amb un fixador alcalí.[10]
- Finalment, la pintura acabada es fixa amb una aplicació de silicat de sodi tractat amb carbonat d'amoni, aplicat en esprai fi en diverses capes, fins que no s'absorbeixi més. La interacció química del fixador amb els pigments subjacents i el sòl crea un material anàleg al marbre i altament resistent a la corrosió química.[11]

L'enfocament de Keim a preparar acuradament el terreny de la pintura prové del seu estudi dels frescos més antics i el seu estat de conservació. Keim va treballar durant dotze anys per perfeccionar el seu procés.